# Man on a Ledge
Man on a Ledge is een Amerikaanse misdaad-thriller uit 2012, geregisseerd door Asger Leth. De hoofdrol wordt vertolkt door Sam Worthington.

## Verhaal
Politieagent Nick Cassidy wordt ten onrecht veroordeeld voor het verduisteren van een zeer kostbare diamant. Als hij tijdens de begrafenis van zijn vader aanwezig mag zijn, kan hij ontsnappen. Vervolgens gaat hij onder een andere naam  naar een hotel in New York en doet hij voorkomen om een einde aan zijn leven te maken, als hij in een kamer op de bovenste verdieping uit het raam klimt. Hij staat op een richel aan de gevel, klaar om te springen. Voorbijgangers op straat zien hem boven staan en waarschuwen de politie en brandweer. De politie probeert hem op andere gedachten te brengen, maar hij wil alleen met onderhandelaar Lydia Mercer praten. Tijdens deze gebeurtenissen, die alleen als afleiding bedoeld zijn, gaan zijn broer Joey en Joey's vriendin Angie inbreken tegenover het hotel, omdat daar ergens de diamant moet zijn verstopt, die Nicks onschuld kan bewijzen. De eigenaar van de edelsteen is zakenman David Englander. Hij heeft Nick er ingeluisd, waardoor Nick vermoedt dat hij de diamant daar heeft. Als Joey en Angie de diamant niet kunnen vinden en Lydia achter zijn identiteit komt, wordt Englander via een corrupte agent op de hoogte gebracht. Die wil vervolgens de diamant in veiligheid brengen vlakbij op de locatie waar Joey en Angie hebben gezocht. Als Englander de diamant heeft en in zijn jas wil stoppen, wordt hij verrast door Joey en Angie. Zij beroven hem vervolgens van de diamant. Als Englander weer in bezit komt van de diamant en onopgemerkt kan wegkomen, zal uiteindelijk Nick zijn leven op het spel zetten om zijn onschuld te bewijzen.

## Rolverdeling
| Acteur            | Personage                                  |
| ----------------- | ------------------------------------------ |
| Sam Worthington   | Nicholas "Nick" Cassidy / Joe Walker       |
| Elizabeth Banks   | Lydia Mercer                               |
| Jamie Bell        | Joseph "Joey" Cassidy                      |
| Anthony Mackie    | Michael "Mike" Ackerman                    |
| Genesis Rodriguez | Angela "Angie" Maria Lopez                 |
| Ed Harris         | David "Dave" Englander                     |
| Kyra Sedgwick     | Suzie Morales                              |
| Edward Burns      | Jackie "Jack" Dougherty                    |
| Titus Welliver    | Dante Marcus                               |
| Felix Solis       | Nestor                                     |
| William Sadler    | Hotel conciërge / Franklin "Frank" Cassidy |

## Achtergrond
Op 3 september 2010 werd aangekondigd dat Jamie Bell een rol in de film zal gaan spelen. 30 oktober 2010 vonden de eerste opnames plaats in New York. Op 1 november 2010 werden Ed Harris en Titus Welliver toegevoegd aan de cast. Op 2 november 2010 werden de eerste beelden van de set vrijgegeven. De eerste poster voor de film werd op 5 november 2010 uitgebracht. De eerste trailer werd op 22 september 2011 uitgebracht door Summit Entertainment. De originele soundtrack werd op 17 januari 2012 uitgebracht door Summit Entertainment. De film ontving op Rotten Tomatoes 31% goede reviews, gebaseerd op 150 beoordelingen en op Metacritic een metascore van 40/100, gebaseerd op 32 critici.